# Rajko Korošec
Rajko Korošec, pisec učbenikov in priročnikov, * 25. april 1957, Lesce, † 24. maj 2008, Ljubljana.

## Življenjepis
Šolal se je v Celju ter se nato odločil za študij slovenščine in primerjalne književnosti na Filozofski fakulteti v Ljubljani, kjer je diplomiral leta 1981. V diplomski nalogi je analiziral drugoosebnega pripovedovalca pri Cankarjevi Nini in s Cankarjem nadaljeval tudi na podiplomskem študiju, saj je dokončano magistrsko delo predstavil v debatnem krožku Slava, a ga ni nikoli oddal. Namesto da bi sprejel ponujeno mu asistenturo pri Helgi Glušič, se je odločil za službo srednješolskega profesorja.

## Delo
Objavljal je literarne kritike in spremne besede k pesniškim knjigam ter tudi sam pisal. Angažiral se je pri uredništvu dveh serij učbenikov za slovenščino, Književnosti (1983–1989) in Branj (2001–2008). Od leta 2002 dalje je bil spiritus agens zbirke Esej na maturi in nazadnje zbirke Domača branja. Deloval je tudi v Lektorskem in Slavističnem društvu ter pri Centru za slovenščino kot drugi/tuji jezik.

## Izbrana bibliografija
Članki
- Razumejo, a se ne strinjajo. Slava, 1988/1989. (COBISS)
- Vloga izobraževalne šolske televizije (oziroma televizijske kasete in videa) pri slovstvenem pouku. Jezik in slovstvo 1987/1988. (COBISS) [mrtva povezava]
- V želodu je zelena prikazen hrasta. Slava 1988. (COBISS)
- Slovensko-hrvaška besedna (ne)ujemanja, srečanja, samogovori ---. Književni listi 1988. (COBISS)
- Stopnjevanje iste kompozicijske in semantične pripovedi? Slava 1988. (COBISS)
- Osmrtnica. Mentor 1990. (COBISS)

Soavtor pri učbenikih
- Franček Bohanec, Peter Kolšek, Rajko Korošec, Tine Logar: Književnost 3. Maribor: Obzorja, 1983 (COBISS), 1984 (COBISS), 1985 (COBISS), 1986 (COBISS), 1987 (COBISS), 1988 (COBISS).
- Franček Bohanec, Peter Kolšek, Rajko Korošec, Tine Logar: Književnost 4. Maribor: Obzorja, 1984 (COBISS), 1986 (COBISS), 1988 (COBISS), 1989 (COBISS).
- Vinko Cuderman, Silvo Fatur, Samo Koler, Rajko Korošec, Mojca Poznanovič, Adrijana Špacapan: Branja 2: berilo in učbenik za 2. letnik gimnazij ter štiriletnih strokovnih šol. Ljubljana: DZS, 2001 (COBISS), 2002 (COBISS), 2003 (COBISS).
- Boža Krakar-Vogel, Vinko Cuderman, Silvo Fatur, Samo Koler, Rajko Korošec, Mojca Poznanovič, Adrijana Špacapan: Branja 2: berilo in učbenik za 2. letnik gimnazij ter štiriletnih strokovnih šol. Ljubljana: DZS, 2004 (COBISS), 2005 (COBISS), 2006 (COBISS), 2007 (COBISS), 2008 (COBISS).

Soavtor pri priročnikih
- Vinko Cuderman, Silvo Fatur, Rajko Korošec, Boris Paternu, Janja Perko: Esej na maturi 2003. Ljubljana: Gyrus, 2002. (COBISS)
- Silvo Fatur, Boris Paternu, Janja Perko, Alenka Koron, Rajko Korošec (avtor in urednik): Esej na maturi 2004. Ljubljana: Gyrus 2003. (COBISS)
- Vinko Cuderman, Janja Perko, Samo Koler, Rajko Korošec: Esej na maturi 2005. Ljubljana: Gyrus, 2004. (COBISS)
- Vinko Cuderman, Mitja Čander, Janja Perko, Miran Hladnik, Rajko Korošec (avtor in urednik): Esej na maturi 2006: v vrtincu zločina in krivde. Ljubljana: Intelego, 2005. (COBISS)
- Mateja Črv-Sužnik, Rajko Korošec (avtor in urednik), Dvorin Dukić, Barbara Logar, Janez Globočnik, Janja Perko, Jaroslav Skrušný, Ivan Sužnik, Primož Zevnik: Esej na maturi 2007: razdalje in bližine v sodobnem romanu. Ljubljana: Intelego, 2006. (COBISS)